# Itaipu (bairro de Niterói)
Itaipu é um bairro do município de Niterói, na Região Metropolitana do Rio de Janeiro, estado do Rio de Janeiro, Brasil. É sede do 2º Distrito de Niterói, que também leva o nome de Itaipu, e cuja área abrange parte da Região Oceânica do município. O bairro está situado no sudeste do município, fazendo limites com Itacoatiara, Camboinhas, Engenho do Mato, Maravista e Santo Antônio.

## Topônimo
Existem várias hipóteses etimológicas para a origem do topônimo "Itaipu":
- seria uma palavra de origem tupi que significa "pedra que canta", através da junção de itá = pedra e ipo'ú = cantora;[4]
- o tupinólogo Eduardo Navarro sugere, para o Itaipu paranaense, a etimologia "rio barulhento das pedras", através da junção dos termos tupis antigos itá (pedra),  'y (água, rio) e pu (barulho). No entanto, o autor salienta que topônimos com a mesma grafia podem ter origens etimológicas diversas segundo a configuração geográfica do lugar, de modo que a etimologia do Itaipu niteroiense pode não ser a mesma do Itaipu paranaense.[5]

## Geografia

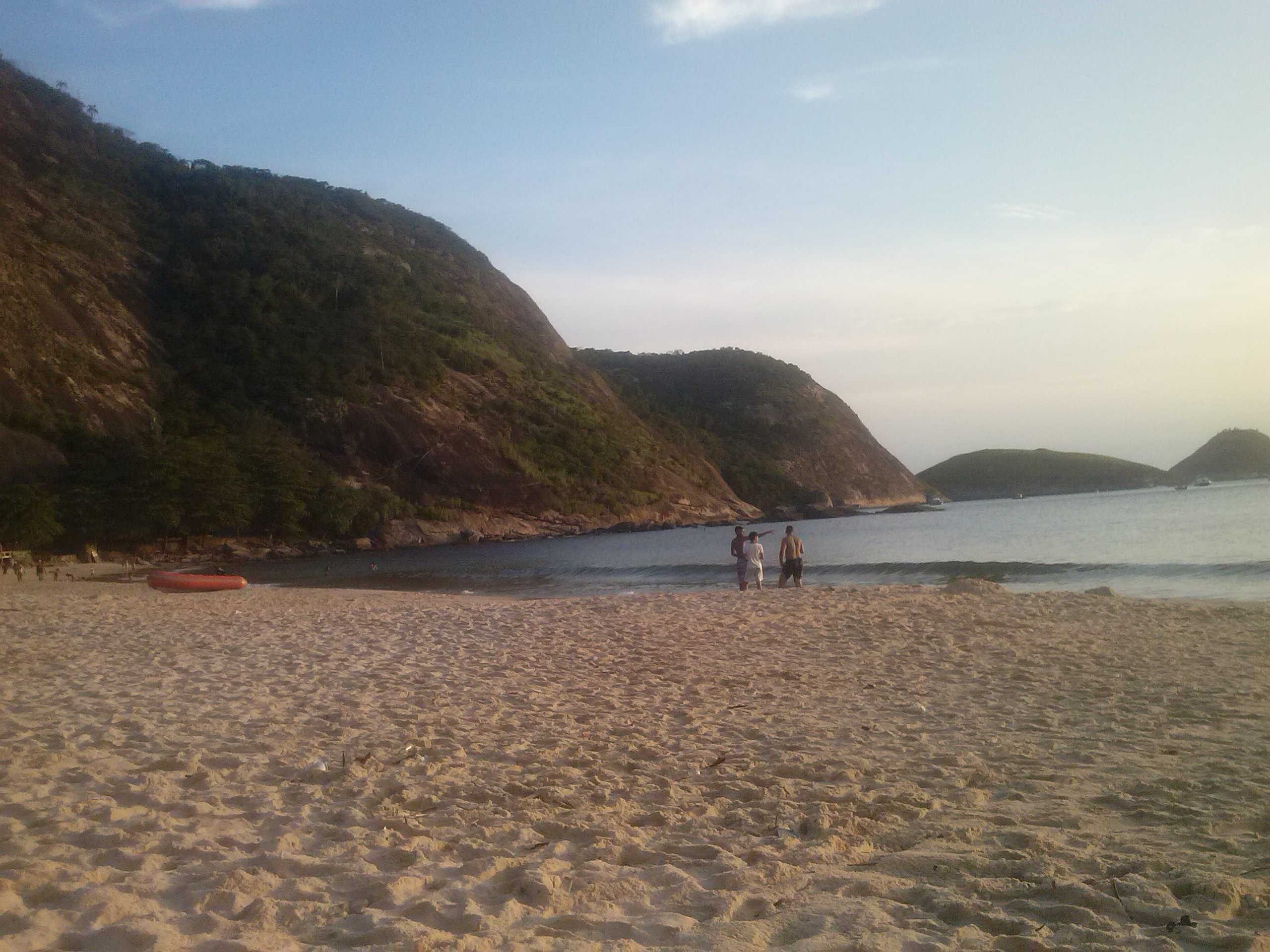
Praia de Itaipu

Itaipu é, majoritariamente, residencial, possuindo, no entanto, um comércio expressivo, principalmente ao longo da Estrada Francisco da Cruz Nunes.
Suas principais atrações turísticas são: a Praia de Itaipu, a Duna Grande de Itaipu, o Museu de Arqueologia de Itaipu, a Lagoa de Itaipu, a Igreja de São Sebastião de Itaipu e o Parque Estadual da Serra da Tiririca.
A praia de Itaipu possui aproximadamente mil metros de extensão. Fica em frente à Praia de Copacabana, do outro lado da baía de Guanabara, na cidade do Rio de Janeiro. Tem formato de enseada, fazendo-a um porto seguro e um destino habitual para numerosos barcos procedentes da cidade do Rio de Janeiro. Apresenta numerosos restaurantes especializados em frutos do mar.

### Demografia
Segundo o Censo de 2000, o bairro possuía 17 330 habitantes, distribuídos em uma área de 10,86 quilômetros quadrados. No entanto, esses dados estão bastante desatualizados, uma vez que não leva em conta os desmembramentos sofridos em 2002.

### Subdivisões

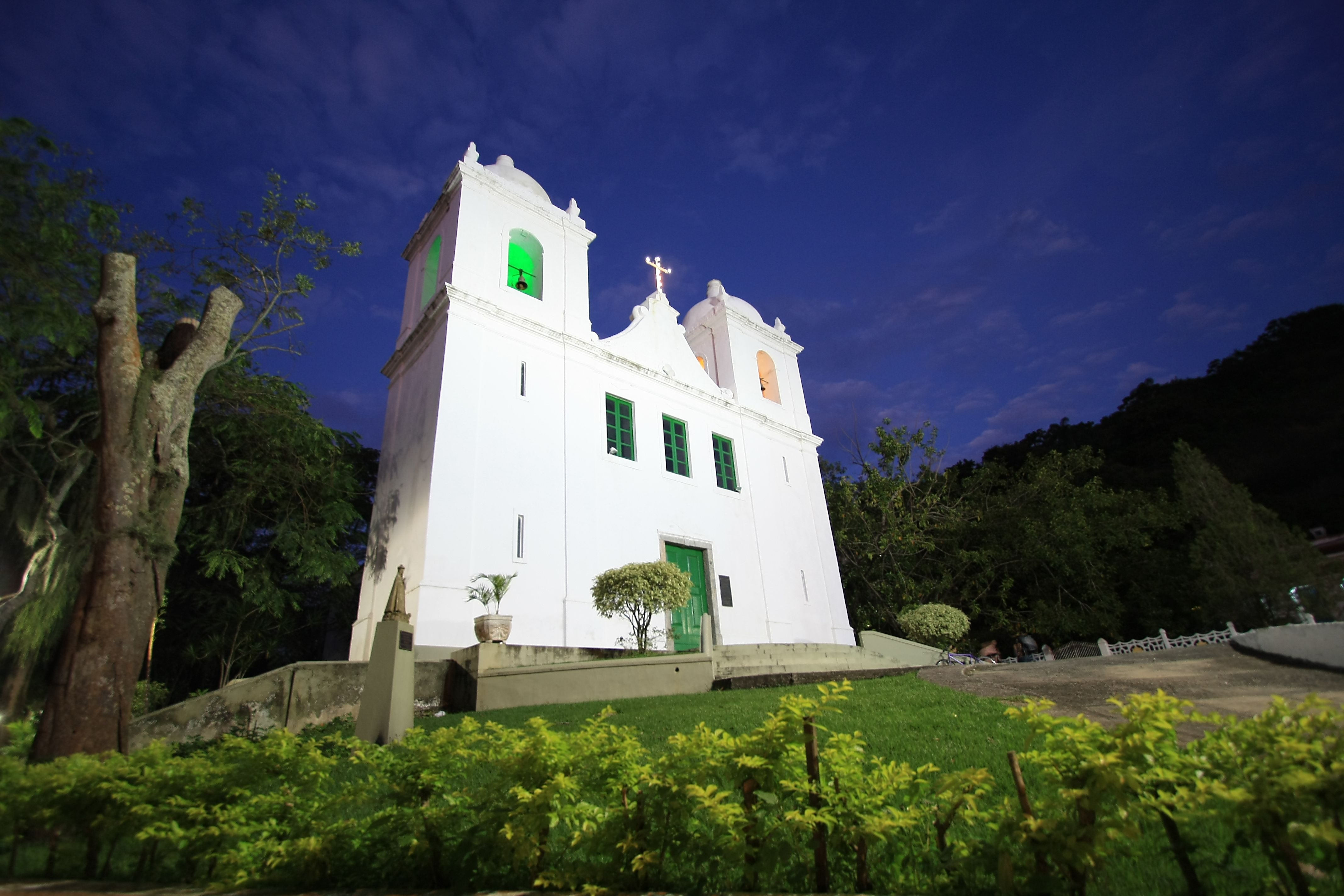
Igreja de São Sebastião de Itaipu

A área mais próxima à Praia de Itaipu, na sequência da Estrada Francisco da Cruz Nunes, após a divisa com Itacoatiara, é conhecida como Itaipu propriamente dita. No entanto, o bairro oficialmente possui uma extensão territorial muito maior. Diversas áreas oficialmente pertencentes ao bairro, algumas ex-loteamentos, são popularmente conhecidas como sub-bairros de Itaipu, e alguns destes nomes de sub-bairros e loteamentos são utilizados por órgãos públicos para fins de estatística e divisões de competências de suas autarquias.

### Natureza
O bairro possui um largo trecho de mata atlântica preservada no Parque Estadual da Serra da Tiririca. Espécies animais e vegetais como o ipê-amarelo, o sagui-de-tufos-brancos, o gavião, o pica-pau-amarelo, gaivotas, beija-flores, calangos  e urubus  podem ser vistas no bairro.

## História

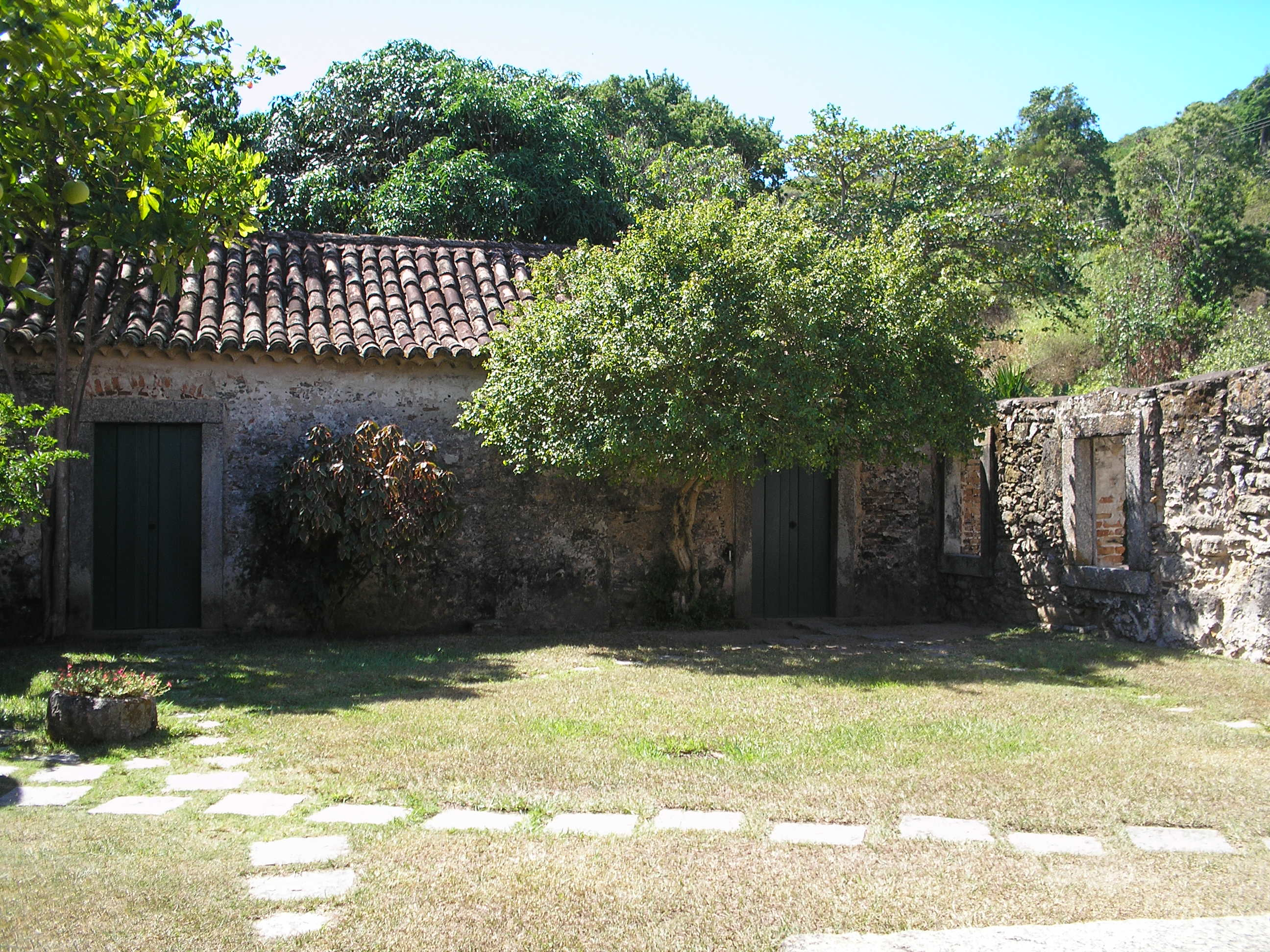
Museu Socioambiental de Itaipu

A ocupação humana na região é antiquíssima: seus primeiros habitantes dos quais se tem registro foram povos coletores que deixaram, como vestígios de sua presença, os sambaquis encontrados na região da Duna Grande de Itaipu.
A povoação de Itaipu surgiu a partir da chegada dos portugueses, no século XVI, passando a se destacar na produção de açúcar, cachaça, farinha de mandioca e pescado. Testemunhos dessa época são a Igreja de São Sebastião, concluída em 1716 e o Convento de Santa Tereza, inaugurado em 17 de junho de 1764.
A história do atual bairro de Itaipu se confunde um pouco com a história da própria Região Oceânica. Entre 1890 e 1943, o distrito de Itaipu pertenceu ao município de São Gonçalo. Em 1976, foi aprovado o Plano Estrutural de Itaipu, realizado pela empresa Veplan, que aterrou parte da Lagoa de Itaipu e abriu o canal ligando-a ao mar. Em 1977, o Museu de Arqueologia de Itaipu foi inaugurado, utilizando-se das instalações abandonadas do Convento de Santa Tereza. Na virada do século XX para o século XXI, Itaipu teve implantada a rede municipal de água e esgoto, estimulando o seu aumento populacional.
Em 4 de abril de 2002, com a Lei Municipal 1968, que instituiu o Plano Diretor da Região Oceânica, o então território do bairro foi oficialmente desmembrado com a oficialização de Maravista, Serra Grande e Santo Antônio, todos anteriormente sub-bairros de Itaipu.